# Badische Tenderreihe 2’2’ T 20
Die Badische Tenderreihe 2’2’ T 20 war eine Schlepptenderreihe der Großherzoglich Badischen Staatseisenbahnen. Die Zahlen vor dem T beschreiben die Achsformel und die hinten den Wasserkasteninhalt in Kubikmetern.

## Geschichte
Diese Tenderbauart wurde 1908 konstruiert und ausschließlich bei der Lokomotivbaureihe VIII e eingesetzt. Sie war die letzte in Baden entwickelte Tenderreihe. 40 Stück lieferte die belgische Wagenbauanstalt Baume & Marpent, 19 die Waggonfabrik Rastatt und elf die Waggonfabrik Fuchs in Heidelberg.
Es gab bereits seit 1902 eine Tenderreihe 2’2’ T 20, die jedoch vollständig anders konstruiert war und 7,5 t Kohle aufnehmen konnte. Diese wurde wiederum exklusiv nur für die Lokomotiven der Reihe II d verwendet.